# Adour de Payolle
Pour les articles homonymes, voir Adour (homonymie) et Payolle (homonymie).
L'Adour de Payolle est une rivière des Pyrénées, qui traverse le département des Hautes-Pyrénées, il est affluent droit de l'Adour, et partie haute du fleuve Adour selon le SANDRE.

## Géographie
Il prend sa source dans les Hautes-Pyrénées sur les pentes nord de l'Arbizon au-dessus du lac d'Arou, près de la Hourquette d'Ancizan. Il traverse ensuite le plateau de Payolle dans la vallée de Payolle puis rejoint l'Adour à Sainte-Marie-de-Campan dans la vallée de Campan.
La pêche se pratique sur cette rivière. D'ailleurs, un parcours touristique de pêche a été créé sur 2 000 mètres depuis le lac de Payolle jusqu'à la retenue EDF de Pradille près de Sainte-Marie-de-Campan.

## Principaux affluents
- (D) Ruisseau de Sarraoute;
- (G) Ruisseau d'Artigou;
- (G) Ruisseau de Camoudiet (/kamudijet/) ruisseau de 5,7 km de long, traversant la commune d'Ancizan dans le canton de Neste, Aure et Louron[2];
- (D) Ruisseau du Hourc ;
- (G) Ruisseau de la Prade ;
- (G)Ruisseau de la Gaoube /gaubɵ/ rivière de 8 km de long, prenant sa source sur la commune d'Ancizan et confluant sur la commune de Campan[3], soit, en termes de canton, elle prend sa source dans le canton de Neste, Aure et Louron et conflue dans le canton de la Haute-Bigorre;

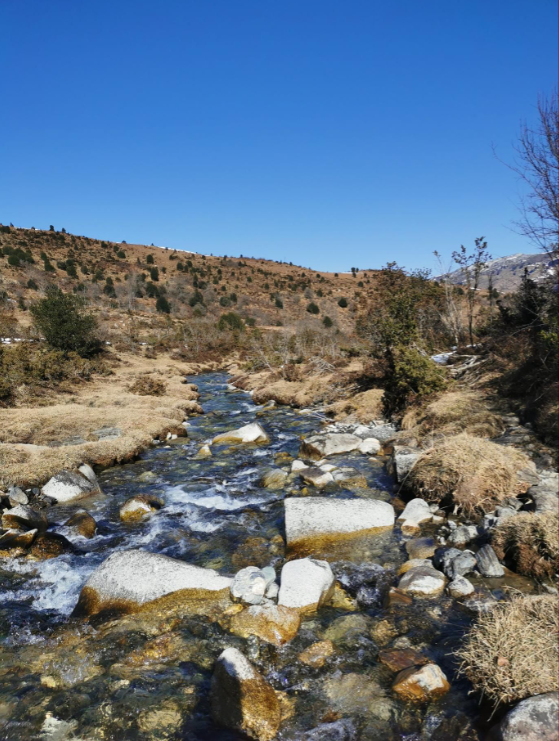
Le ruisseau de la Gaoube en février 2022

- (D) Ruisseau de Houillassat ;
- (G) La Gaoubole ;
- (D) Ruisseau de Hourclat ;
- (G) Ruisseau Larraoudille ;
- (G) Ruisseau de Bon ;
- (G) L'Adour de Gripp;

(D) rive droite ; (G) rive gauche.